# Fritz Kerr
Fritz Kerr, auch Friedrich Kerr (* 2. April 1892 in Leopoldstadt geboren als: Fritz Kohn; † 9. Oktober 1974 in Wien, Österreich), war ein österreichischer Fußballspieler und -trainer.

## Spielerkarriere
Als Spieler war Kerr für den Wiener AC und für Hakoah Wien aktiv. Mit Hakoah Wien gelang ihm der erste Sieg einer Mannschaft aus Europa in Großbritannien im Jahre 1923, als Kerr und seine Mannschaft West Ham United mit 5:0 besiegten.
Außerdem absolvierte er von 1916 bis 1918 sieben Länderspiele für die österreichische Nationalmannschaft.

## Trainerlaufbahn
Seine Trainerlaufbahn begann er 1921 bei Hakoah Wien, drei Jahre später war er in Lemberg für Hasmonea Lwów tätig. Ab 1927 trainierte der Österreicher die Mannschaft der Stuttgarter Kickers, bis er am 1. Juli 1929 auf eigenen Wunsch den Verein verließ. Danach war eine Tätigkeit in der Hauptstadt Argentiniens, Buenos Aires, geplant, allerdings ist es unklar, ob Kerr tatsächlich in Argentinien tätig war. Von 1930 bis 1932 war Kerr schließlich als Nationaltrainer von Estland aktiv – mit dem Land nahm er unter anderem am Baltic Cup 1930 in Litauen teil –, ehe er danach erneut Trainer bei den Stuttgarter Kickers wurde. Jedoch wurde Kerr, der jüdischen Glaubens war, in der gleichen Saison durch den ehemaligen Nationalspieler Adolf Höschle ersetzt. Der Grund hierfür war eine Erklärung, welche die Süddeutschen Spitzenvereine am 9. April 1933 unterzeichnet haben, wonach sie sich zum Ausschluss von Juden und Marxisten verpflichteten.
Mit dem schweizerischen Verein FC Aarau fand er schnell einen neuen Klub. Bei Aarau blieb er allerdings nur für eine kurze Zeit. Im Jänner 1934 zog es Kerr ins Elsass zu Racing Straßburg und eineinhalb Jahre später zum FC Mulhouse. Nach diesen Stationen ging er wieder in die Schweiz zurück und wurde 1939 mit Lausanne-Sports Schweizer Pokalsieger. Nach diesem Titel wechselte er erneut zum FC Aarau und 1951 wieder für eine Saison zu den Stuttgarter Kickers. In den darauffolgenden Spielzeiten war er für den FC St. Gallen und 1954/55 zum dritten Mal für den FC Aarau tätig.

## Ehrung
2024 wurde der Weg entlang des Gazi-Stadions auf der Waldau in Stuttgart-Degerloch in Fritz-Kerr-Weg umbenannt.